# Завінська Роксолана Орестівна
Завінська Роксолана Орестівна (16 травня 1993 , Львів ) — українська проросійська журналістка, головна редакторка проектів Тиграна Мартиросяна на телеканалі «Україна 24» (2020—2022). Ведуча телеканалу «ZIK» та керівниця програми «Погода» (2012—2013), редакторка програми «Шустер LIVE» (2015), головна редакторка проросійського телеканалу «NewsOne» (2015—2018), головна редакторка проросійського телеканалу «НАШ» (2018—2020[джерело?]). З 2018 до 2020 — одна з засновниць та власниць компанії «НАШ 365», який мовив під логотипом «НАШ». Також була головною редакторкою слоту каналів «Україна»/«Україна 24» у телемарафоні «Єдині новини» (2022).

## Біографія
Народилась у Львові. Батько — Орест Завінський (вбитий 1994 року), організатор львівського злочинного угруповання, відомий під прізвиськом «Завіня». Навчалася у Львівському національному університеті на факультеті журналістики. 2014 року переїхала до Києва. Має брата Ростислава.

## Телебачення
Починала свою діяльність у 16 років, працюючи в львівських місцевих ЗМІ. 2012 року стала ведучою та керівницею прогнозу погоди на телеканалі «ZIK» до жовтня 2013 року (перший випуск (19.03.2012) вела у 17 років). Деякий час була журналісткою каналу «СТБ». З лютого до вересня 2015 року була редакторкою «Шустер LIVE». З 16 жовтня 2015 року по 8 січня 2016 року була учасницею проєкту телеканалу «ICTV» «Що по телеку?» разом з тодішньою журналісткою «NewsOne» Анастасією Дайнод. З 2015 до 2018 року працювала головним редактором ранкових ефірів проросійського телеканалу «NewsOne». З 2018 до 2020[джерело?] року була головною редакторкою проросійського телеканалу «НАШ». У 2019 році вона стала переможницею премії «Жінка третього тисячоліття» у номінації «Рейтинг».
З 2020 по 2022 роки працювала головним редактором всіх авторських проєктів Тиграна Мартиросяна на каналі «Україна 24».

## Особисте життя
Чоловік — телеведучий, колишній керівник проросійських телеканалів, зокрема, «НАШ», колишній інформаційний продюсер каналу «NewsOne» та ексведучий каналів «112 Україна», «NewsOne», «НАШ» та «Україна 24» Тигран Мартиросян.

## Список проєктів, над якими вона працювала
Була головною редаторкою ютуб-каналу «Общественное мнение»

### «ZIK» (2012—2013)
- 2012—2013 — інформаційний проєкт «Погода»

### «Савік Шустер Студіос» (2015)
- 2015 — ток-шоу «Шустер LIVE»

### «Newsone» (2015—2018)
- 2015—2018 — ранкове шоу «Ранок 6-9»
- 2017—2018 — ток-шоу «Український формат»

### «НАШ» (2018—2020)
- 2018—2019 — ток-шоу «Події тижня з Тиграном Мартиросяном»
- 2018—2019 — ток-шоу «LIVE-шоу»
- 2018—2020 — денне шоу «Наш день»
- 2018 — новорічний концерт
- 2019 — ток-шоу «Президент»
- 2019 — марафон «Наш президент»
- 2019 — марафон «Наш парламент»
- 2019—2020 — ток-шоу «ВАЖLIVE»
- 2019 — розмовна програма «Час з Тиграном Мартиросяном»
- 2019 — ток-шоу «Опозиція»

### «Україна 24» (2020—2022)
- 2020 — розмовна програма «Велике інтерв'ю з Тиграном Мартиросяном»
- 2020—2022 — розмовна програма «Україна з Тиграном Мартиросяном»
- 2020 — марафон «Україна обирає»
- 2021 — підсумковий проект (пізніше — ток-шоу) «Велика п'ятниця»
- 2022 — телемарафон «Єдині новини»

## Благодійність
Допомагає фонду «Допомога заради майбутнього» і притулку для тварин «Бест Френдс».

## Зйомки в кліпах
- 2021 — Жетон — «Життя без кадику» (рос. Жизнь без кадыка), роль — гадалка Клеопатра Рудницька[20]

## Нагороди
- Жінка третього тисячоліття у номінації «Рейтинг»[21]
- Премія «Топ-50 найуспішніших жінок Львівщини» у номінації «Суспільство»[22]